# Diakonie Mark-Ruhr

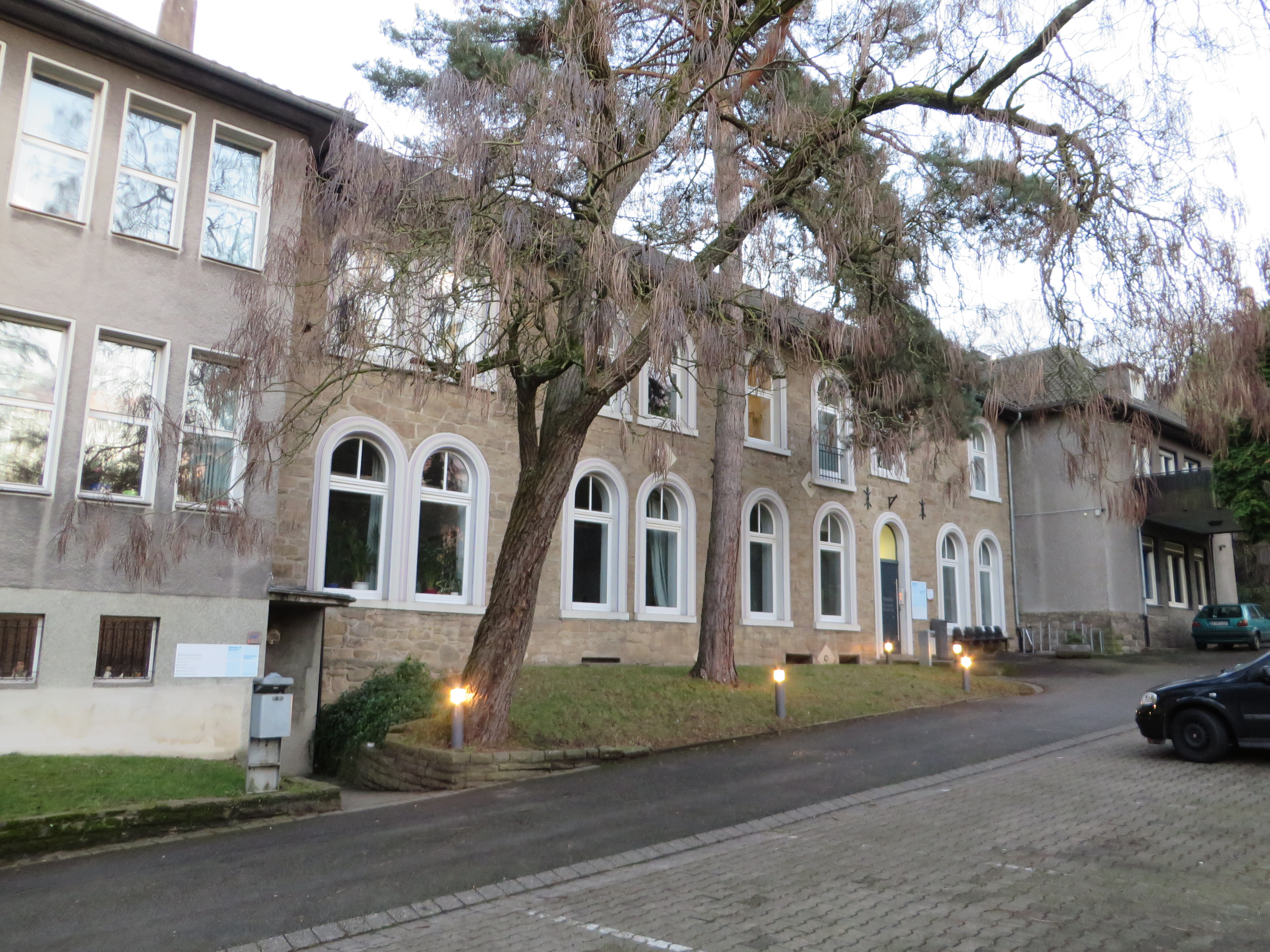
In der Röhrchenstraße in Witten sind unter anderem die Wohnungslosenhilfe, die Sucht- und Drogenhilfe sowie das Ambulant Betreute Wohnen in Witten zu finden.

Die Diakonie Mark-Ruhr gemeinnützige GmbH ist ein Unternehmen in evangelischer Trägerschaft im Bereich der Wohlfahrtspflege mit Sitz in Hagen. Sie ist im Gebiet von Hagen, dem Ennepe-Ruhr-Kreis, dem Märkischen Kreis und den Städten Schwerte sowie Fröndenberg-Frömern tätig. Die gemeinnützige Gesellschaft entstand am 1. Januar 2011 durch den Zusammenschluss des Diakonischen Werks Ennepe-Ruhr/Hagen mit Sitz in Hagen und der Diakonie Mark-Ruhr mit Sitz in Iserlohn. Sie besitzt derzeit 3.300 Beschäftigte. Im Kontext des Sozialmarkts ist die Diakonie Mark-Ruhr ein Unternehmensverbund mit einer Holdingstruktur, die ihre Fachressorts in Tochter- und Enkelgesellschaften gegliedert hat.

## Geschäftsstellen und Arbeitsbereiche

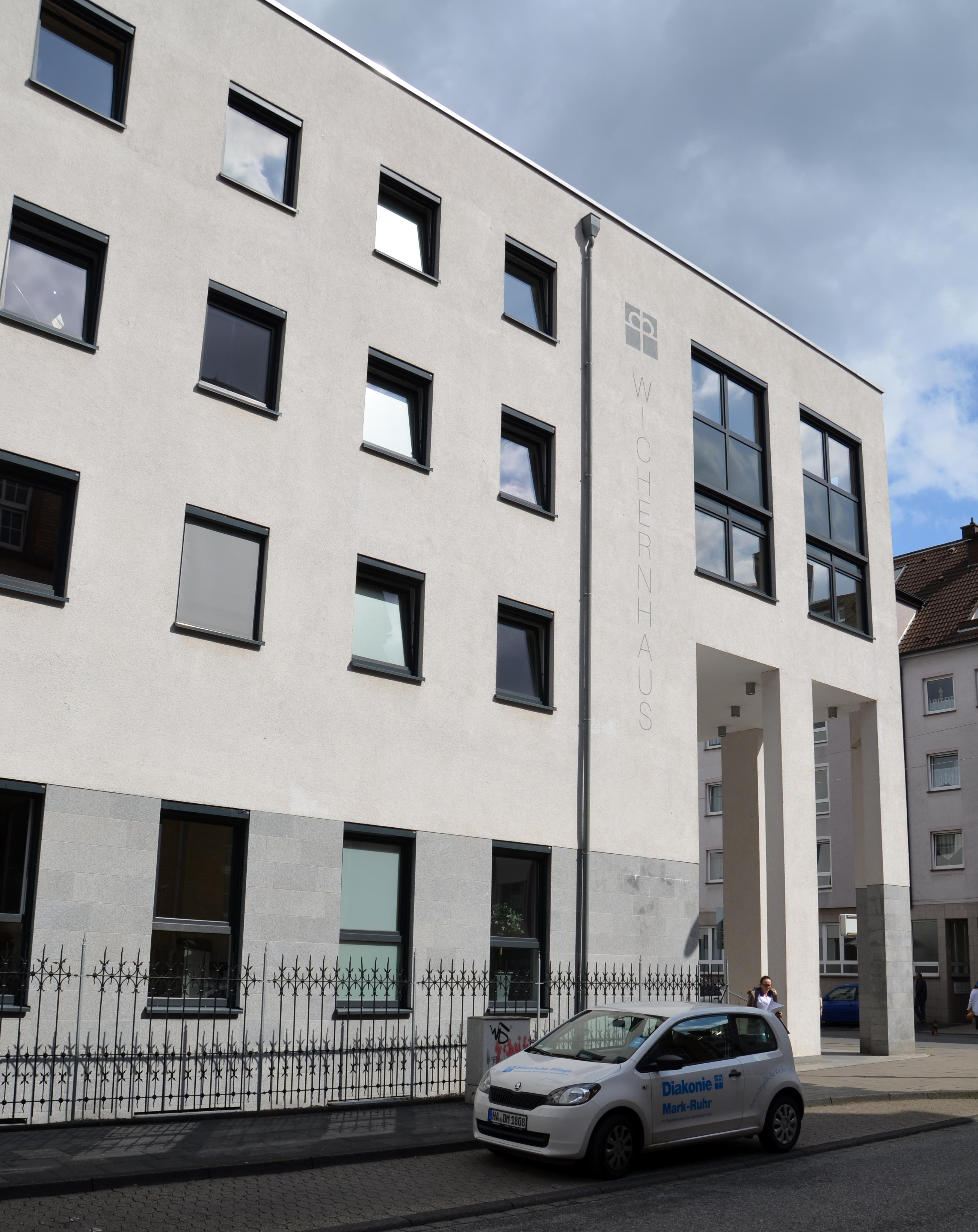
Die Zentrale der Diakonie Mark-Ruhr gem. GmbH in Hagen

Die Diakonie Mark-Ruhr gemeinnützige GmbH nimmt drei grundlegende Aufgaben wahr. Sie ist das Diakonische Werk der Evangelischen Kirchenkreise Hagen, Hattingen-Witten, Iserlohn und Schwelm. Sie ist ein Wohlfahrtsverband und gehört als solcher dem Spitzenverband „Diakonie Rheinland-Westfalen-Lippe e.V.“ an. Und die Diakonie Mark-Ruhr ist ein Unternehmensverbund mit einer Holdingstruktur, die ihre Fachressorts in Tochter- und Enkelgesellschaften gegliedert hat.
Die Geschäftsstellen befinden sich im Wichernhaus in Hagen und in Iserlohn. Mehr als 100 Einrichtungen und Angebote der Diakonie Mark-Ruhr befinden sich in den Regionen Märkischer Kreis, Hagen, Ennepe-Ruhr-Kreis sowie in Schwerte und Fröndenberg-Frömern (beides Kreis Unna). Unter anderem befinden sich 14 Altenheime in Trägerschaft der Diakonie Mark-Ruhr, dazu kommen 18 Diakoniestationen und zahlreiche Beratungs- und Unterstützungsangebote wie beispielsweise Beratungsstellen für Wohnungslose oder Zuwanderungs- und Flüchtlingsberatungen. Am neuen Standort befindet sich das Beratungszentrum der Diakonie Mark-Ruhr in Hagen, das seit Juni 2018 in der Hagener Körnerstraße beheimatet ist und Pflege- und Krebsberatung sowie einen ambulanten Hospizdienst anbietet.
In Hagen wird neben der Bahnhofsmission auch Luthers Waschsalon betrieben. Außerdem gibt es eine Beratungsstelle für Wohnungslose sowie eine für Erwerbslose. Für Wohnungslose wird außerdem eine Arztmobil angeboten, welches Sprechstunden mit ehrenamtlichen Ärzten und Assistentinnen durchführt. Luthers Waschsalon bietet an zwei Tagen in der Woche einen offenen Treffpunkt für Wohnungslose, von Wohnungsverlust bedrohte Menschen sowie ehemalige Wohnungslose und/oder Menschen mit geringem Einkommen. In der medizinischen Versorgung wohnungsloser Menschen sind ehrenamtlich Ärzte/-innen und Krankenpfleger/Arzthelferinnen tätig. Unterstützt werden sie von Studierenden der Allgemeinmedizin der Universität Witten-Herdecke, die einen Teil ihrer praktischen Ausbildung in der Medizinischen Versorgung Wohnungsloser absolvieren. Mit dem Arztmobil steht seit Dezember 2010 ein zusätzlicher niedrigschwelliger Baustein der medizinischen Versorgung zur Verfügung.
Die Diakonie Mark-Ruhr bietet durch das Friederike-Fliedner-Berufskolleg den Bachelor-Studiengang „Soziale Arbeit“ für Absolventen der Fachschule für Sozialpädagogik an. Das Friederike-Fliedner-Berufskolleg in Iserlohn ist ein staatlich genehmigtes Berufskolleg für Sozial- und Gesundheitswesen der Sekundarstufe II. Wer später einmal als Sozialhelferin oder Sozialhelfer in Altenheimen, Altentagesstätten oder ambulanten Diensten oder als Erzieherin oder Erzieher in allen Bereichen der Kinder- und Jugendhilfe arbeiten möchte oder die Befähigung zu einem Studium an einer Fachhochschule erwerben möchte, ist bei dieser Schule an der richtigen Adresse.

## Tochtergesellschaften
Folgende Gesellschaften gehören zur Diakonie Mark-Ruhr gem. GmbH:
- Ev. Jugendhilfe Iserlohn-Hagen gem. GmbH
- Ev. Pflegedienste Mark-Ruhr gem. GmbH
- Iserlohner Werkstätten gGmbH
- Diakonie Mark-Ruhr Teilhabe und Wohnen gemeinnützige GmbH
- Diakonie Mark-Ruhr Pflege und Wohnen gemeinnützige GmbH
- Diakonie Schwerte gGmbH
- Diakonie Mark-Ruhr Fördergesellschaft mbH
- Arbeit-Leben-Zukunft ALZ GmbH (Jugendberufshilfe)
- QuaBeD InkluDia gGmbH (Qualifizierung und Beschäftigung im Raum Witten)
- dia-service GmbH (Gastronomie und Reinigung)
- dia-systems GmbH (Telekommunikation)
- Schwerter Netz für Jugend und Familie gGmbH